# Andy Akinwolere
Andy Akinwolere (Nigéria, 30 de novembro de 1983) é um apresentador de televisão nigeriano. É um dos apresentadores do programa Blue Peter.